# یوس هونوراریوم
یوس هونوراریوم (به لاتین: Jus Honorarium؛ به معنای قانون مربوط به خدمات شرافتمندانه) در حقوق روم باستان، یکی از مفاهیم اساسی است که بر فرایند قضائی و دادرسیهای عمومی تأثیر زیادی گذاشته است. این مفهوم به مجموعه‌ای از قوانین غیررسمی و اجرائی اشاره دارد که توسط مقامات قضائی رومی، مانند پرایتورها (praetors) (فرمانداران قضائی) وضع می‌شدند. این قوانین به‌طور معمول به نیازهای خاص اجتماعی و قضائی که توسط jus civile (قانون مدنی روم) پیش‌بینی نمی‌شد، پاسخ می‌دادند.

## ریشه‌شناسی و معنای لغوی
Jus Honorarium از دو بخش اصلی تشکیل شده است:
- Jus: این کلمه از لاتین «Jus” آمده است که به معنای "حق» یا «قانون» است. در زبان لاتین، “Ius” به هر نوع قانون، حق یا اصولی اشاره دارد که در چارچوب یک جامعه به‌طور رسمی به رسمیت شناخته شده باشد.
- Honorarium: این کلمه از «honor” به معنای “شرافت» یا «احترام» گرفته شده است. در لاتین، “honorarium” به نوعی پاداش یا دستمزد اطلاق می‌شود که به‌عنوان جبران خدمات به فردی که مسئولیتی را بر عهده گرفته، داده می‌شود. این کلمه در دوران روم باستان برای پاداش‌های قضائی و خدمات عمومی به‌کار می‌رفت.

بنابراین، Jus Honorarium به‌طور خاص به قوانین و حقوقی اشاره دارد که توسط مقامات قضائی روم، مانند پرایتورها، ایجاد می‌شدند و برای پاسخ‌گویی به نیازهای جدید حقوقی و قضائی جامعه رومی وضع می‌گردید. این قوانین به‌طور معمول برای حل مشکلات جدید و پیش‌بینی نشده اجتماعی و قضائی شکل می‌گرفتند و به‌عنوان نوعی پاداش یا خدمت عمومی در نظر گرفته می‌شد.

## تاریخچه و شکل‌گیری در حقوق روم باستان
در ابتدا، jus civile (قانون مدنی روم) به‌عنوان مجموعه‌ای از قوانین اساسی و رسمی در روم باستان شناخته می‌شد که عمدتاً به مسائل مربوط به حقوق مالکیت، خانواده و قراردادها می‌پرداخت. اما به‌مرور زمان، با گسترش جامعه روم و پیچیده‌تر شدن نیازهای اجتماعی و اقتصادی، سیستم حقوقی نیاز به تطبیق و انعطاف بیشتری پیدا کرد. در این راستا، مقامات قضائی روم مانند پرایتورها نقش کلیدی ایفا کردند.
پراتورها مقامات قضائی بودند که مسئول نظارت بر اجرای عدالت و رسیدگی به دعاوی میان شهروندان روم بودند. این مقامات برای پاسخ‌گویی به مسائل جدید و پیچیده حقوقی، قوانینی را وضع می‌کردند که به Jus Honorarium شناخته می‌شد. این قوانین به‌طور رسمی در مجموعه‌های نوشته‌شده مانند Edicts of the Praetors قرار می‌گرفت و به‌عنوان یک ابزار اجرائی برای برقراری عدالت در جامعه روم عمل می‌کردند.
پرایتورها برای هر سال یک edict (فرمان عمومی) صادر می‌کردند که معمولاً مجموعه‌ای از قواعد اجرائی را برای دادرسی‌های قضائی بیان می‌کرد. این دستورات به‌طور پیوسته تغییر می‌کردند تا با وضعیت‌های جدید تطابق یابند. این Edictها به‌طور معمول شامل قواعدی برای حل مشکلات حقوقی جدید، رسیدگی به دعاوی و حل مسائل بین شهروندان و دولت بود. این قوانین هیچ‌گاه به‌طور کامل به jus civile تبدیل نمی‌شدند، بلکه بیشتر جنبه‌ای تطبیقی و اجرائی داشتند که به‌طور موقت در شرایط خاص اجرا می‌شدند.

## ویژگی‌ها
یوس هونوراریوم به‌طور کلی دارای چند ویژگی مهم بود که آن را از دیگر بخش‌های حقوق روم متمایز می‌ساخت:

#### اجرائی و غیررسمی بودن
در حالی که jus civile به قوانین رسمی و مکتوب اشاره دارد، یوس هونوراریوم بیشتر جنبه اجرائی داشت و از سوی مقامات قضائی رومی برای حل مسائل فوری و جدید وضع می‌شد. این قوانین به‌طور معمول برای جبران خلأهای موجود در jus civile به‌وجود می‌آمدند.

#### پاسخگویی به نیازهای اجتماعی جدید
در جوامع روم باستان، مسائل حقوقی جدیدی مانند مشکلات اقتصادی، اختلافات تجاری و مسائل جدید مربوط به مالکیت و قراردادها به وجود آمد. یوس هونوراریوم برای پاسخ‌گویی به این نیازها به‌وجود آمد.

#### سلسله‌مراتب قضائی و نقش پراتورها
مقامات قضائی رومی، به‌ویژه پرایتورها، با ایجاد یوس هونوراریوم سعی در برقراری عدالت و رسیدگی به دعاوی می‌کردند. این قوانین در عمل بیشتر از آنکه مبتنی بر اصول ثابت و مکتوب باشند، انعطاف‌پذیری داشتند و می‌توانستند به‌سرعت تغییر کنند تا با وضعیت‌های خاص تطابق یابند.

#### دستورات عمومی (Edicts)
این قوانین معمولاً در قالب Edicts صادر می‌شدند که هر ساله توسط پرایتورها به روزرسانی می‌شدند و تغییراتی در نحوه اجرای عدالت ایجاد می‌کردند.

## تأثیر در تاریخ حقوق
یوس هونوراریوم تأثیر زیادی بر تحول و تکامل سیستم حقوقی روم باستان و حتی بر حقوق مدرن داشت. برخی از تأثیرات آن عبارتند از:

#### ایجاد قواعد حقوقی تطبیقی
قوانین یوس هونوراریوم به‌عنوان قوانین تطبیقی عمل می‌کردند و بسیاری از آنها در پاسخ به شرایط خاص اجتماعی و اقتصادی به‌وجود آمده بودند. این انعطاف‌پذیری به روم کمک کرد تا در مقابل تغییرات اجتماعی و نیازهای جدید پاسخگو باشد.

#### توسعه مفهوم حقوقی جدید
قوانین یوس هونوراریوم به‌طور قابل توجهی به توسعه مفاهیمی مانند «دعوی حقوقی» و «اجبار به انجام تعهدات» کمک کردند. بسیاری از این مفاهیم بعدها به حقوق مدرن منتقل شدند.

#### اصلاحات اجرائی در دادرسی
وجود سیستم‌های اجرائی مانند یوس هونوراریوم و Edicts باعث شد که روم به یک سیستم حقوقی کارآمدتر و پاسخگوتر به نیازهای جامعه تبدیل شود.